# Lac Naococane
Le lac Naococane est un lac du Nord-du-Québec situé dans Eeyou Istchee Baie-James, au Québec (Canada).

## Description
D'une superficie de 398 km2, le lac Naococane est situé à 225 km au nord-est du lac Mistassini et à égale distance à l'ouest de Fermont. Ses eaux s'écoulent vers le nord-ouest en direction de la Grande Rivière. Il est composé de centaines d'îles de tailles diverses.

## Toponyme
Représenté d'abord sous les toponymes Tchepinégachiou (1731), Neouakoukane (1733) et Naokokan (XIXe siècle), c'est en 1944 que l'orthographe actuelle a été officialisée par la Commission de géographie du Québec. Il ne semble exister aucune explication sur l'étymologie de ce nom de lieu autochtone probablement d'origine crie.